# Canis lupus pallipes
Il lupo grigio indiano (Canis lupus pallipes) è una sottospecie di lupo grigio che popola l'area tra la Palestina e il subcontinente indiano. Ha dimensioni intermedie tra il lupo grigio tibetano e quello arabo, ma è privo del denso sottopelo invernale. Le analisi genomiche mostrano che la popolazione indiana presenta due aplotipi filogeneticamente basali rispetto a tutte le altre popolazioni di lupo grigio, fatta eccezione per quelle dell'Himalaya; per questo motivo, è stato proposto di classificarlo come specie separata.

## Descrizione

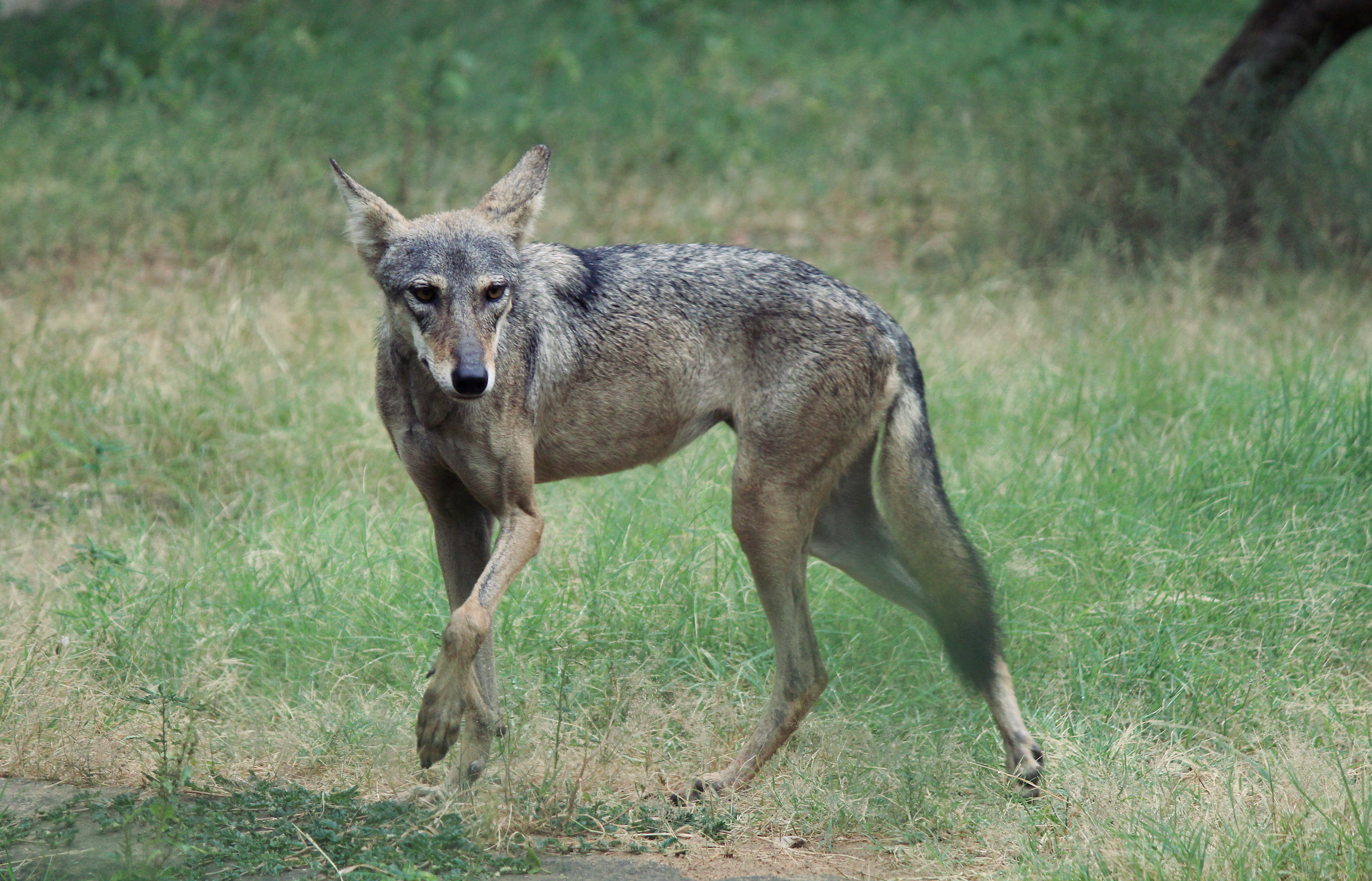
Rispetto alle altre sottospecie, il lupo indiano ha corporatura esile, testa e zampe snelle, e orecchie grandi.

È simile al lupo grigio europeo, ma risulta più piccolo e meno robusto, con il pelo più corto e quasi privo di sottopelo. I maschi adulti pesano in media tra 19 e 25 kg, mentre le femmine tra 17 e 22 kg; la lunghezza corporea varia da 103 a 145 cm e l'altezza al garrese da 57 a 72 cm. Ricorda il lupo grigio arabo per via del manto estivo corto e ispido, sebbene il pelo dorsale resti lungo anche nei mesi caldi, probabilmente come adattamento all'intensa radiazione solare presente nel suo areale. Il mantello è in genere grigio-rossastro o rosso-biancastro, con sfumature grigie. I peli sul dorso presentano punte nere che formano una macchia a V intorno alle spalle; gli arti sono più chiari del corpo, mentre il torace e l'addome sono quasi bianchi. I cuccioli nascono con un manto marrone-cenerino e una macchia bianca sul torace, che scompare con la crescita. Gli esemplari melanici sono rari, ma sono stati segnalati nel Ladakh, nel distretto di Solapur e in due regioni dell'Iran. In quest'ultimo Paese, la mutazione responsabile del manto nero sembra essersi sviluppata spontaneamente, contrariamente a quanto avvenne nei lupi nordamericani, che derivarono l'allele Kb (responsabile del melanismo) da antichi incroci con i cani.
Questa sottospecie non differisce molto dalle altre nel comportamento: vive di norma in branchi relativamente piccoli, di rado oltre i 6-8 individui, ed è nota per essere meno vocale, ululando solo di rado. In almeno un caso, un esemplare solitario è stato avvistato mentre si associava a una coppia di cuon alpini nel Debrigarh Wildlife Sanctuary. La riproduzione avviene tra ottobre e fine dicembre, con la nascita dei cuccioli in tane ricavate in fosse o gravine. Il lupo indiano si nutre soprattutto di antilopi, cervi pomellati, roditori e lepri. Nella caccia alle antilopi, agisce in genere in coppia, con un lupo che distrae la preda mentre l'altro la attacca alle spalle.

## Tassonomia
Nel 1831, l'ornitologo britannico William Henry Sykes descrisse per la prima volta questo animale, chiamandolo Canis pallipes. Nel 1941, Reginald Pocock lo incluse nella specie Canis lupus, assegnandogli il nome trinomiale Canis lupus pallipes.
Nel subcontinente indiano esistono due aplogruppi del lupo grigio indiano, strettamente correlati a specie indigene tipiche delle aree aride e semiaride delle pianure peninsulari. Nel 2009 è stato proposto di ribattezzare tali popolazioni Canis indica, conferendo loro lo status di specie separata. Il comitato della nomenclatura CITES ha tuttavia sconsigliato questa modifica, pur proponendo di inserire il nome nel database tassonomico come sinonimo. Tale proposta derivava da un singolo studio, basato su pochi esemplari museali, i quali potrebbero non essere rappresentativi dell'attuale popolazione.
In precedenza, due studi di sequenziamento del DNA mitocondriale avevano rivelato come il lupo indiano fosse più «basale» rispetto alle altre sottospecie di lupo grigio, ad eccezione di quelle himalayane, considerate ancora più antiche. Successivi confronti sulle sequenze genetiche dei lupi hanno confermato questa posizione. In particolare, uno di tali studi – ipotizzando la distanza temporale tra lupi e coyote dai reperti fossili – ha stimato che il lupo indiano si sia discostato dal ceppo che ha dato origine a lupi e dei cani domestici circa 400000 anni fa. Un'analisi successiva, pur mettendo in dubbio la cronologia precedente, ne ha fornita una leggermente più recente, di 270000 anni fa. L'albero filogenetico sottostante mostra la posizione del lupo indiano, insieme alle stime sulla sua divergenza:
|  | \| \| Cane \| \| \| \| \| \| Lupo grigio europeo \| \| \| \| |
|  |                                                              |
|  | Lupo grigio indiano 270000 BP                                |
|  |                                                              |
|  | Cane                                                         |
|  |                                                              |
|  | Lupo grigio europeo                                          |
|  |                                                              |

|  | Cane                |
|  |                     |
|  | Lupo grigio europeo |
|  |                     |

|  | \| \| Cane \| \| \| \| \| \| Lupo grigio europeo \| \| \| \| |
|  |                                                              |
|  | Lupo grigio indiano 270000 BP                                |
|  |                                                              |
|  | Cane                                                         |
|  |                                                              |
|  | Lupo grigio europeo                                          |
|  |                                                              |

|  | Cane                |
|  |                     |
|  | Lupo grigio europeo |
|  |                     |

|  | \| \| Cane \| \| \| \| \| \| Lupo grigio europeo \| \| \| \| |
|  |                                                              |
|  | Lupo grigio indiano 270000 BP                                |
|  |                                                              |
|  | Cane                                                         |
|  |                                                              |
|  | Lupo grigio europeo                                          |
|  |                                                              |

|  | Cane                |
|  |                     |
|  | Lupo grigio europeo |
|  |                     |

|  | \| \| Cane \| \| \| \| \| \| Lupo grigio europeo \| \| \| \| |
|  |                                                              |
|  | Lupo grigio indiano 270000 BP                                |
|  |                                                              |
|  | Cane                                                         |
|  |                                                              |
|  | Lupo grigio europeo                                          |
|  |                                                              |

|  | Cane                |
|  |                     |
|  | Lupo grigio europeo |
|  |                     |

|  | \| \| Cane \| \| \| \| \| \| Lupo grigio europeo \| \| \| \| |
|  |                                                              |
|  | Lupo grigio indiano 270000 BP                                |
|  |                                                              |
|  | Cane                                                         |
|  |                                                              |
|  | Lupo grigio europeo                                          |
|  |                                                              |

|  | Cane                |
|  |                     |
|  | Lupo grigio europeo |
|  |                     |

|  | \| \| Cane \| \| \| \| \| \| Lupo grigio europeo \| \| \| \| |
|  |                                                              |
|  | Lupo grigio indiano 270000 BP                                |
|  |                                                              |
|  | Cane                                                         |
|  |                                                              |
|  | Lupo grigio europeo                                          |
|  |                                                              |

|  | Cane                |
|  |                     |
|  | Lupo grigio europeo |
|  |                     |

|  | \| \| Cane \| \| \| \| \| \| Lupo grigio europeo \| \| \| \| |
|  |                                                              |
|  | Lupo grigio indiano 270000 BP                                |
|  |                                                              |
|  | Cane                                                         |
|  |                                                              |
|  | Lupo grigio europeo                                          |
|  |                                                              |

|  | Cane                |
|  |                     |
|  | Lupo grigio europeo |
|  |                     |

|  | \| \| Cane \| \| \| \| \| \| Lupo grigio europeo \| \| \| \| |
|  |                                                              |
|  | Lupo grigio indiano 270000 BP                                |
|  |                                                              |
|  | Cane                                                         |
|  |                                                              |
|  | Lupo grigio europeo                                          |
|  |                                                              |

|  | Cane                |
|  |                     |
|  | Lupo grigio europeo |
|  |                     |

|  | \| \| Cane \| \| \| \| \| \| Lupo grigio europeo \| \| \| \| |
|  |                                                              |
|  | Lupo grigio indiano 270000 BP                                |
|  |                                                              |
|  | Cane                                                         |
|  |                                                              |
|  | Lupo grigio europeo                                          |
|  |                                                              |

|  | Cane                |
|  |                     |
|  | Lupo grigio europeo |
|  |                     |

|  | \| \| Cane \| \| \| \| \| \| Lupo grigio europeo \| \| \| \| |
|  |                                                              |
|  | Lupo grigio indiano 270000 BP                                |
|  |                                                              |
|  | Cane                                                         |
|  |                                                              |
|  | Lupo grigio europeo                                          |
|  |                                                              |

|  | Cane                |
|  |                     |
|  | Lupo grigio europeo |
|  |                     |

|  | \| \| Cane \| \| \| \| \| \| Lupo grigio europeo \| \| \| \| |
|  |                                                              |
|  | Lupo grigio indiano 270000 BP                                |
|  |                                                              |
|  | Cane                                                         |
|  |                                                              |
|  | Lupo grigio europeo                                          |
|  |                                                              |

|  | Cane                |
|  |                     |
|  | Lupo grigio europeo |
|  |                     |

|  | \| \| Cane \| \| \| \| \| \| Lupo grigio europeo \| \| \| \| |
|  |                                                              |
|  | Lupo grigio indiano 270000 BP                                |
|  |                                                              |
|  | Cane                                                         |
|  |                                                              |
|  | Lupo grigio europeo                                          |
|  |                                                              |

|  | Cane                |
|  |                     |
|  | Lupo grigio europeo |
|  |                     |

|  | \| \| Cane \| \| \| \| \| \| Lupo grigio europeo \| \| \| \| |
|  |                                                              |
|  | Lupo grigio indiano 270000 BP                                |
|  |                                                              |
|  | Cane                                                         |
|  |                                                              |
|  | Lupo grigio europeo                                          |
|  |                                                              |

|  | Cane                |
|  |                     |
|  | Lupo grigio europeo |
|  |                     |

|  | \| \| Cane \| \| \| \| \| \| Lupo grigio europeo \| \| \| \| |
|  |                                                              |
|  | Lupo grigio indiano 270000 BP                                |
|  |                                                              |
|  | Cane                                                         |
|  |                                                              |
|  | Lupo grigio europeo                                          |
|  |                                                              |

|  | Cane                |
|  |                     |
|  | Lupo grigio europeo |
|  |                     |

|  | \| \| Cane \| \| \| \| \| \| Lupo grigio europeo \| \| \| \| |
|  |                                                              |
|  | Lupo grigio indiano 270000 BP                                |
|  |                                                              |
|  | Cane                                                         |
|  |                                                              |
|  | Lupo grigio europeo                                          |
|  |                                                              |

|  | Cane                |
|  |                     |
|  | Lupo grigio europeo |
|  |                     |

|  | \| \| Cane \| \| \| \| \| \| Lupo grigio europeo \| \| \| \| |
|  |                                                              |
|  | Lupo grigio indiano 270000 BP                                |
|  |                                                              |
|  | Cane                                                         |
|  |                                                              |
|  | Lupo grigio europeo                                          |
|  |                                                              |

|  | Cane                |
|  |                     |
|  | Lupo grigio europeo |
|  |                     |

|  | \| \| Cane \| \| \| \| \| \| Lupo grigio europeo \| \| \| \| |
|  |                                                              |
|  | Lupo grigio indiano 270000 BP                                |
|  |                                                              |
|  | Cane                                                         |
|  |                                                              |
|  | Lupo grigio europeo                                          |
|  |                                                              |

|  | Cane                |
|  |                     |
|  | Lupo grigio europeo |
|  |                     |

|  | \| \| Cane \| \| \| \| \| \| Lupo grigio europeo \| \| \| \| |
|  |                                                              |
|  | Lupo grigio indiano 270000 BP                                |
|  |                                                              |
|  | Cane                                                         |
|  |                                                              |
|  | Lupo grigio europeo                                          |
|  |                                                              |

|  | Cane                |
|  |                     |
|  | Lupo grigio europeo |
|  |                     |

|  | \| \| Cane \| \| \| \| \| \| Lupo grigio europeo \| \| \| \| |
|  |                                                              |
|  | Lupo grigio indiano 270000 BP                                |
|  |                                                              |
|  | Cane                                                         |
|  |                                                              |
|  | Lupo grigio europeo                                          |
|  |                                                              |

|  | Cane                |
|  |                     |
|  | Lupo grigio europeo |
|  |                     |

|  | \| \| Cane \| \| \| \| \| \| Lupo grigio europeo \| \| \| \| |
|  |                                                              |
|  | Lupo grigio indiano 270000 BP                                |
|  |                                                              |
|  | Cane                                                         |
|  |                                                              |
|  | Lupo grigio europeo                                          |
|  |                                                              |

|  | Cane                |
|  |                     |
|  | Lupo grigio europeo |
|  |                     |

|  | \| \| Cane \| \| \| \| \| \| Lupo grigio europeo \| \| \| \| |
|  |                                                              |
|  | Lupo grigio indiano 270000 BP                                |
|  |                                                              |
|  | Cane                                                         |
|  |                                                              |
|  | Lupo grigio europeo                                          |
|  |                                                              |

|  | Cane                |
|  |                     |
|  | Lupo grigio europeo |
|  |                     |

|  | \| \| Cane \| \| \| \| \| \| Lupo grigio europeo \| \| \| \| |
|  |                                                              |
|  | Lupo grigio indiano 270000 BP                                |
|  |                                                              |
|  | Cane                                                         |
|  |                                                              |
|  | Lupo grigio europeo                                          |
|  |                                                              |

|  | Cane                |
|  |                     |
|  | Lupo grigio europeo |
|  |                     |

|  | \| \| Cane \| \| \| \| \| \| Lupo grigio europeo \| \| \| \| |
|  |                                                              |
|  | Lupo grigio indiano 270000 BP                                |
|  |                                                              |
|  | Cane                                                         |
|  |                                                              |
|  | Lupo grigio europeo                                          |
|  |                                                              |

|  | Cane                |
|  |                     |
|  | Lupo grigio europeo |
|  |                     |

|  | \| \| Cane \| \| \| \| \| \| Lupo grigio europeo \| \| \| \| |
|  |                                                              |
|  | Lupo grigio indiano 270000 BP                                |
|  |                                                              |
|  | Cane                                                         |
|  |                                                              |
|  | Lupo grigio europeo                                          |
|  |                                                              |

|  | Cane                |
|  |                     |
|  | Lupo grigio europeo |
|  |                     |

|  | \| \| Cane \| \| \| \| \| \| Lupo grigio europeo \| \| \| \| |
|  |                                                              |
|  | Lupo grigio indiano 270000 BP                                |
|  |                                                              |
|  | Cane                                                         |
|  |                                                              |
|  | Lupo grigio europeo                                          |
|  |                                                              |

|  | Cane                |
|  |                     |
|  | Lupo grigio europeo |
|  |                     |

|  | \| \| Cane \| \| \| \| \| \| Lupo grigio europeo \| \| \| \| |
|  |                                                              |
|  | Lupo grigio indiano 270000 BP                                |
|  |                                                              |
|  | Cane                                                         |
|  |                                                              |
|  | Lupo grigio europeo                                          |
|  |                                                              |

|  | Cane                |
|  |                     |
|  | Lupo grigio europeo |
|  |                     |

|  | \| \| Cane \| \| \| \| \| \| Lupo grigio europeo \| \| \| \| |
|  |                                                              |
|  | Lupo grigio indiano 270000 BP                                |
|  |                                                              |
|  | Cane                                                         |
|  |                                                              |
|  | Lupo grigio europeo                                          |
|  |                                                              |

|  | Cane                |
|  |                     |
|  | Lupo grigio europeo |
|  |                     |

|  | \| \| Cane \| \| \| \| \| \| Lupo grigio europeo \| \| \| \| |
|  |                                                              |
|  | Lupo grigio indiano 270000 BP                                |
|  |                                                              |
|  | Cane                                                         |
|  |                                                              |
|  | Lupo grigio europeo                                          |
|  |                                                              |

|  | Cane                |
|  |                     |
|  | Lupo grigio europeo |
|  |                     |

|  | \| \| Cane \| \| \| \| \| \| Lupo grigio europeo \| \| \| \| |
|  |                                                              |
|  | Lupo grigio indiano 270000 BP                                |
|  |                                                              |
|  | Cane                                                         |
|  |                                                              |
|  | Lupo grigio europeo                                          |
|  |                                                              |

|  | Cane                |
|  |                     |
|  | Lupo grigio europeo |
|  |                     |

|  | \| \| Cane \| \| \| \| \| \| Lupo grigio europeo \| \| \| \| |
|  |                                                              |
|  | Lupo grigio indiano 270000 BP                                |
|  |                                                              |
|  | Cane                                                         |
|  |                                                              |
|  | Lupo grigio europeo                                          |
|  |                                                              |

|  | Cane                |
|  |                     |
|  | Lupo grigio europeo |
|  |                     |

|  | \| \| Cane \| \| \| \| \| \| Lupo grigio europeo \| \| \| \| |
|  |                                                              |
|  | Lupo grigio indiano 270000 BP                                |
|  |                                                              |
|  | Cane                                                         |
|  |                                                              |
|  | Lupo grigio europeo                                          |
|  |                                                              |

|  | Cane                |
|  |                     |
|  | Lupo grigio europeo |
|  |                     |

|  | \| \| Cane \| \| \| \| \| \| Lupo grigio europeo \| \| \| \| |
|  |                                                              |
|  | Lupo grigio indiano 270000 BP                                |
|  |                                                              |
|  | Cane                                                         |
|  |                                                              |
|  | Lupo grigio europeo                                          |
|  |                                                              |

|  | Cane                |
|  |                     |
|  | Lupo grigio europeo |
|  |                     |

|  | \| \| Cane \| \| \| \| \| \| Lupo grigio europeo \| \| \| \| |
|  |                                                              |
|  | Lupo grigio indiano 270000 BP                                |
|  |                                                              |
|  | Cane                                                         |
|  |                                                              |
|  | Lupo grigio europeo                                          |
|  |                                                              |

|  | Cane                |
|  |                     |
|  | Lupo grigio europeo |
|  |                     |

|  | \| \| Cane \| \| \| \| \| \| Lupo grigio europeo \| \| \| \| |
|  |                                                              |
|  | Lupo grigio indiano 270000 BP                                |
|  |                                                              |
|  | Cane                                                         |
|  |                                                              |
|  | Lupo grigio europeo                                          |
|  |                                                              |

|  | Cane                |
|  |                     |
|  | Lupo grigio europeo |
|  |                     |

|  | \| \| Cane \| \| \| \| \| \| Lupo grigio europeo \| \| \| \| |
|  |                                                              |
|  | Lupo grigio indiano 270000 BP                                |
|  |                                                              |
|  | Cane                                                         |
|  |                                                              |
|  | Lupo grigio europeo                                          |
|  |                                                              |

|  | Cane                |
|  |                     |
|  | Lupo grigio europeo |
|  |                     |

|  | \| \| Cane \| \| \| \| \| \| Lupo grigio europeo \| \| \| \| |
|  |                                                              |
|  | Lupo grigio indiano 270000 BP                                |
|  |                                                              |
|  | Cane                                                         |
|  |                                                              |
|  | Lupo grigio europeo                                          |
|  |                                                              |

|  | Cane                |
|  |                     |
|  | Lupo grigio europeo |
|  |                     |

|  | \| \| Cane \| \| \| \| \| \| Lupo grigio europeo \| \| \| \| |
|  |                                                              |
|  | Lupo grigio indiano 270000 BP                                |
|  |                                                              |
|  | Cane                                                         |
|  |                                                              |
|  | Lupo grigio europeo                                          |
|  |                                                              |

|  | Cane                |
|  |                     |
|  | Lupo grigio europeo |
|  |                     |

|  | \| \| Cane \| \| \| \| \| \| Lupo grigio europeo \| \| \| \| |
|  |                                                              |
|  | Lupo grigio indiano 270000 BP                                |
|  |                                                              |
|  | Cane                                                         |
|  |                                                              |
|  | Lupo grigio europeo                                          |
|  |                                                              |

|  | Cane                |
|  |                     |
|  | Lupo grigio europeo |
|  |                     |

|  | \| \| Cane \| \| \| \| \| \| Lupo grigio europeo \| \| \| \| |
|  |                                                              |
|  | Lupo grigio indiano 270000 BP                                |
|  |                                                              |
|  | Cane                                                         |
|  |                                                              |
|  | Lupo grigio europeo                                          |
|  |                                                              |

|  | Cane                |
|  |                     |
|  | Lupo grigio europeo |
|  |                     |

|  | \| \| Cane \| \| \| \| \| \| Lupo grigio europeo \| \| \| \| |
|  |                                                              |
|  | Lupo grigio indiano 270000 BP                                |
|  |                                                              |
|  | Cane                                                         |
|  |                                                              |
|  | Lupo grigio europeo                                          |
|  |                                                              |

|  | Cane                |
|  |                     |
|  | Lupo grigio europeo |
|  |                     |

|  | \| \| Cane \| \| \| \| \| \| Lupo grigio europeo \| \| \| \| |
|  |                                                              |
|  | Lupo grigio indiano 270000 BP                                |
|  |                                                              |
|  | Cane                                                         |
|  |                                                              |
|  | Lupo grigio europeo                                          |
|  |                                                              |

|  | Cane                |
|  |                     |
|  | Lupo grigio europeo |
|  |                     |

|  | \| \| Cane \| \| \| \| \| \| Lupo grigio europeo \| \| \| \| |
|  |                                                              |
|  | Lupo grigio indiano 270000 BP                                |
|  |                                                              |
|  | Cane                                                         |
|  |                                                              |
|  | Lupo grigio europeo                                          |
|  |                                                              |

|  | Cane                |
|  |                     |
|  | Lupo grigio europeo |
|  |                     |

|  | \| \| Cane \| \| \| \| \| \| Lupo grigio europeo \| \| \| \| |
|  |                                                              |
|  | Lupo grigio indiano 270000 BP                                |
|  |                                                              |
|  | Cane                                                         |
|  |                                                              |
|  | Lupo grigio europeo                                          |
|  |                                                              |

|  | Cane                |
|  |                     |
|  | Lupo grigio europeo |
|  |                     |

|  | \| \| Cane \| \| \| \| \| \| Lupo grigio europeo \| \| \| \| |
|  |                                                              |
|  | Lupo grigio indiano 270000 BP                                |
|  |                                                              |
|  | Cane                                                         |
|  |                                                              |
|  | Lupo grigio europeo                                          |
|  |                                                              |

|  | Cane                |
|  |                     |
|  | Lupo grigio europeo |
|  |                     |

|  | \| \| Cane \| \| \| \| \| \| Lupo grigio europeo \| \| \| \| |
|  |                                                              |
|  | Lupo grigio indiano 270000 BP                                |
|  |                                                              |
|  | Cane                                                         |
|  |                                                              |
|  | Lupo grigio europeo                                          |
|  |                                                              |

|  | Cane                |
|  |                     |
|  | Lupo grigio europeo |
|  |                     |

|  | \| \| Cane \| \| \| \| \| \| Lupo grigio europeo \| \| \| \| |
|  |                                                              |
|  | Lupo grigio indiano 270000 BP                                |
|  |                                                              |
|  | Cane                                                         |
|  |                                                              |
|  | Lupo grigio europeo                                          |
|  |                                                              |

|  | Cane                |
|  |                     |
|  | Lupo grigio europeo |
|  |                     |

|  | \| \| Cane \| \| \| \| \| \| Lupo grigio europeo \| \| \| \| |
|  |                                                              |
|  | Lupo grigio indiano 270000 BP                                |
|  |                                                              |
|  | Cane                                                         |
|  |                                                              |
|  | Lupo grigio europeo                                          |
|  |                                                              |

|  | Cane                |
|  |                     |
|  | Lupo grigio europeo |
|  |                     |

|  | \| \| Cane \| \| \| \| \| \| Lupo grigio europeo \| \| \| \| |
|  |                                                              |
|  | Lupo grigio indiano 270000 BP                                |
|  |                                                              |
|  | Cane                                                         |
|  |                                                              |
|  | Lupo grigio europeo                                          |
|  |                                                              |

|  | Cane                |
|  |                     |
|  | Lupo grigio europeo |
|  |                     |

|  | \| \| Cane \| \| \| \| \| \| Lupo grigio europeo \| \| \| \| |
|  |                                                              |
|  | Lupo grigio indiano 270000 BP                                |
|  |                                                              |
|  | Cane                                                         |
|  |                                                              |
|  | Lupo grigio europeo                                          |
|  |                                                              |

|  | Cane                |
|  |                     |
|  | Lupo grigio europeo |
|  |                     |

|  | \| \| Cane \| \| \| \| \| \| Lupo grigio europeo \| \| \| \| |
|  |                                                              |
|  | Lupo grigio indiano 270000 BP                                |
|  |                                                              |
|  | Cane                                                         |
|  |                                                              |
|  | Lupo grigio europeo                                          |
|  |                                                              |

|  | Cane                |
|  |                     |
|  | Lupo grigio europeo |
|  |                     |

|  | \| \| Cane \| \| \| \| \| \| Lupo grigio europeo \| \| \| \| |
|  |                                                              |
|  | Lupo grigio indiano 270000 BP                                |
|  |                                                              |
|  | Cane                                                         |
|  |                                                              |
|  | Lupo grigio europeo                                          |
|  |                                                              |

|  | Cane                |
|  |                     |
|  | Lupo grigio europeo |
|  |                     |

|  | \| \| Cane \| \| \| \| \| \| Lupo grigio europeo \| \| \| \| |
|  |                                                              |
|  | Lupo grigio indiano 270000 BP                                |
|  |                                                              |
|  | Cane                                                         |
|  |                                                              |
|  | Lupo grigio europeo                                          |
|  |                                                              |

|  | Cane                |
|  |                     |
|  | Lupo grigio europeo |
|  |                     |

|  | \| \| Cane \| \| \| \| \| \| Lupo grigio europeo \| \| \| \| |
|  |                                                              |
|  | Lupo grigio indiano 270000 BP                                |
|  |                                                              |
|  | Cane                                                         |
|  |                                                              |
|  | Lupo grigio europeo                                          |
|  |                                                              |

|  | Cane                |
|  |                     |
|  | Lupo grigio europeo |
|  |                     |

|  | \| \| Cane \| \| \| \| \| \| Lupo grigio europeo \| \| \| \| |
|  |                                                              |
|  | Lupo grigio indiano 270000 BP                                |
|  |                                                              |
|  | Cane                                                         |
|  |                                                              |
|  | Lupo grigio europeo                                          |
|  |                                                              |

|  | Cane                |
|  |                     |
|  | Lupo grigio europeo |
|  |                     |

|  | \| \| Cane \| \| \| \| \| \| Lupo grigio europeo \| \| \| \| |
|  |                                                              |
|  | Lupo grigio indiano 270000 BP                                |
|  |                                                              |
|  | Cane                                                         |
|  |                                                              |
|  | Lupo grigio europeo                                          |
|  |                                                              |

|  | Cane                |
|  |                     |
|  | Lupo grigio europeo |
|  |                     |

|  | \| \| Cane \| \| \| \| \| \| Lupo grigio europeo \| \| \| \| |
|  |                                                              |
|  | Lupo grigio indiano 270000 BP                                |
|  |                                                              |
|  | Cane                                                         |
|  |                                                              |
|  | Lupo grigio europeo                                          |
|  |                                                              |

|  | Cane                |
|  |                     |
|  | Lupo grigio europeo |
|  |                     |

|  | \| \| Cane \| \| \| \| \| \| Lupo grigio europeo \| \| \| \| |
|  |                                                              |
|  | Lupo grigio indiano 270000 BP                                |
|  |                                                              |
|  | Cane                                                         |
|  |                                                              |
|  | Lupo grigio europeo                                          |
|  |                                                              |

|  | Cane                |
|  |                     |
|  | Lupo grigio europeo |
|  |                     |

|  | \| \| Cane \| \| \| \| \| \| Lupo grigio europeo \| \| \| \| |
|  |                                                              |
|  | Lupo grigio indiano 270000 BP                                |
|  |                                                              |
|  | Cane                                                         |
|  |                                                              |
|  | Lupo grigio europeo                                          |
|  |                                                              |

|  | Cane                |
|  |                     |
|  | Lupo grigio europeo |
|  |                     |

|  | \| \| Cane \| \| \| \| \| \| Lupo grigio europeo \| \| \| \| |
|  |                                                              |
|  | Lupo grigio indiano 270000 BP                                |
|  |                                                              |
|  | Cane                                                         |
|  |                                                              |
|  | Lupo grigio europeo                                          |
|  |                                                              |

|  | Cane                |
|  |                     |
|  | Lupo grigio europeo |
|  |                     |

|  | \| \| Cane \| \| \| \| \| \| Lupo grigio europeo \| \| \| \| |
|  |                                                              |
|  | Lupo grigio indiano 270000 BP                                |
|  |                                                              |
|  | Cane                                                         |
|  |                                                              |
|  | Lupo grigio europeo                                          |
|  |                                                              |

|  | Cane                |
|  |                     |
|  | Lupo grigio europeo |
|  |                     |

|  | \| \| Cane \| \| \| \| \| \| Lupo grigio europeo \| \| \| \| |
|  |                                                              |
|  | Lupo grigio indiano 270000 BP                                |
|  |                                                              |
|  | Cane                                                         |
|  |                                                              |
|  | Lupo grigio europeo                                          |
|  |                                                              |

|  | Cane                |
|  |                     |
|  | Lupo grigio europeo |
|  |                     |

|  | \| \| Cane \| \| \| \| \| \| Lupo grigio europeo \| \| \| \| |
|  |                                                              |
|  | Lupo grigio indiano 270000 BP                                |
|  |                                                              |
|  | Cane                                                         |
|  |                                                              |
|  | Lupo grigio europeo                                          |
|  |                                                              |

|  | Cane                |
|  |                     |
|  | Lupo grigio europeo |
|  |                     |

|  | \| \| Cane \| \| \| \| \| \| Lupo grigio europeo \| \| \| \| |
|  |                                                              |
|  | Lupo grigio indiano 270000 BP                                |
|  |                                                              |
|  | Cane                                                         |
|  |                                                              |
|  | Lupo grigio europeo                                          |
|  |                                                              |

|  | Cane                |
|  |                     |
|  | Lupo grigio europeo |
|  |                     |

|  | \| \| Cane \| \| \| \| \| \| Lupo grigio europeo \| \| \| \| |
|  |                                                              |
|  | Lupo grigio indiano 270000 BP                                |
|  |                                                              |
|  | Cane                                                         |
|  |                                                              |
|  | Lupo grigio europeo                                          |
|  |                                                              |

|  | Cane                |
|  |                     |
|  | Lupo grigio europeo |
|  |                     |

A differenza di MSW, attualmente solo NCBI e GenBank riconoscono la denominazione Canis indica.

## Areale e status attuale

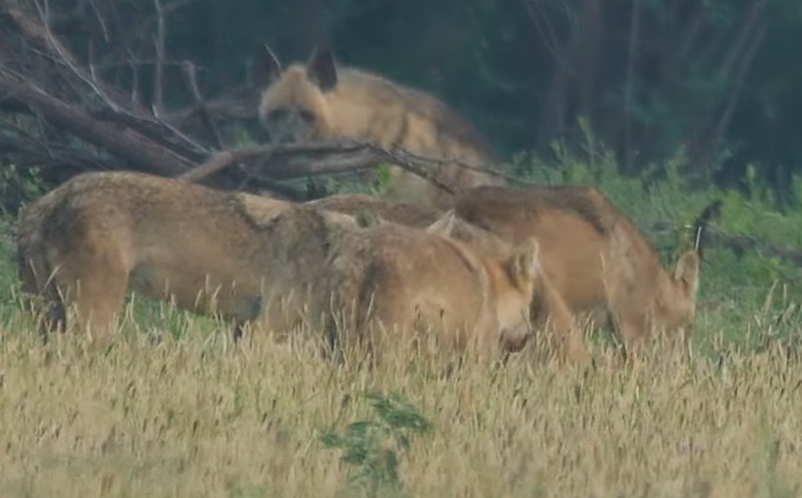
Lupi indiani si cibano di un'antilope cervicapra nel Parco nazionale Blackbuck mentre una iena striata osserva nella distanza

Un tempo i lupi erano comuni nella Terra Santa, sia a est che a ovest del Giordano. Tra il 1964 e il 1980 la loro presenza diminuì sensibilmente, a causa della persecuzione da parte dei pastori. Oggi le leggi in materia di tutela ambientale in Israele favoriscono il mantenimento di una popolazione di lupi piuttosto numerosa, che si estende anche nei Paesi limitrofi. La Turchia, grazie alla sua contiguità con l'Asia centrale, potrebbe svolgere un ruolo rilevante nella conservazione della specie. Le sue catene montuose offrono infatti un rifugio prezioso per i pochi lupi sopravvissuti in Siria. Una piccola popolazione è presente anche sulle alture del Golan, dove trova una protezione indiretta dovuta alle attività militari nella zona. In Turchia i lupi non godono di protezione legale, ma si stima possano essere presenti circa 7000 esemplari.
Si sa poco delle popolazioni iraniane, sebbene la specie fosse già diffusa in tutto il Paese in numero ridotto fin dagli anni '70. Non esistono censimenti precisi, ma è noto che i lupi sono assenti solo nel deserto centrale e nel Dasht-e Lut. Qui la specie risente ancora della degradazione ambientale, del bracconaggio e della scarsità di prede. Le regioni settentrionali di Afganistan e Pakistan forniscono un importante rifugio per la sopravvivenza di questi animali. Si stima che nel Jammu e Kashmir, in India settentrionale, vivano circa 300 lupi distribuiti su 60000 km², e altri cinquanta esemplari siano presenti nell'Himachal Pradesh. La tradizione induista non prevede generalmente la caccia ai lupi, neppure quando rappresentano un pericolo, poiché si crede che l'uccisione di un lupo possa compromettere il raccolto. La comunità tribale dei Santal, al contrario, non dà ai lupi una considerazione particolare e li caccia come altra selvaggina.
Durante l'epoca coloniale britannica, i lupi non erano considerati animali di interesse venatorio ma venivano abbattuti per contrastare gli attacchi a selvaggina, bestiame e persone. Nel 1876, tra gli Stati della frontiera nordoccidentale e il Bihar, vennero uccisi 2825 lupi, che in precedenza avevano causato la morte di 721 persone. Due anni più tardi, ne furono abbattuti 2600 a seguito di varie aggressioni che provocarono 624 vittime umane. Negli anni '20, l'eliminazione dei lupi era una priorità sia nelle province nordoccidentali che nell'Awadh. Complessivamente, tra il 1871 e il 1916, nell'India britannica vennero sterminati circa 100000 lupi.
Oggi in India tali animali sono diffusi in Gujarat, Rajasthan, Haryana, Uttar Pradesh, Madhya Pradesh, Maharashtra, Karnataka e Andhra Pradesh. Una stima del 2004 parla di circa 2000-3000 esemplari sull'intero territorio indiano. Vive principalmente fuori dalle riserve naturali, cibandosi in prevalenza di bestiame (pecore e capre), anche se in alcune zone protette – ad esempio nei parchi nazionali di Velavadar e Panna – caccia ancora prede selvatiche. Sebbene la protezione risalga al 1972, in India il lupo rimane classificato come specie in pericolo, con diverse popolazioni ristrette in aree antropizzate. È presente anche in Nepal e Bhutan, ma mancano dati precisi sulla sua distribuzione in questi Paesi.

## Relazioni con gli umani

### Aggressioni
La predazione del lupo indiano sui bambini – fenomeno noto come child-lifting – ha una lunga storia. Nel 1878, nell'Uttar Pradesh, 624 persone furono vittime di attacchi di lupi, mentre nello stesso periodo 14 persone vennero uccise in Bengala. Nel 1900, nelle province centrali e nel Berar, i lupi uccisero 285 persone. Fra il 1910 e il 1915, nella regione di Hazaribag, ne uccisero 115 bambini, e tra il 1980 e il 1986 i decessi furono 122 nello stesso territorio. Dal marzo al luglio del 1996, nella regione di Jaunpur, nel distretto di Pratapgarh, nel Sultanpur e nell'Uttar Pradesh, i lupi uccisero 21 bambini e ne ferirono 16. Fra il 1993 e il 1995, nei distretti di Koderma e Latehar, cinque branchi di lupi attaccarono 80 bambini, 20 dei quali sopravvissero. Di solito, questi incidenti avvengono in estate, di sera, spesso all'interno dei villaggi.
Anche in Iran si registrano attacchi di lupi sin dai tempi antichi. Come in India, capita che le vittime siano bambini. In alcuni casi, tuttavia, i lupi hanno aggredito anche adulti, Talvolta è stato attaccato persino un adulto, come quando un poliziotto venne assalito e divorato da tre lupi, appena smontato da cavallo. Nel 2005, nel villaggio di Vali Asr, nella provincia di Mazandaran, un lupo uccise un senzatetto di fronte a diversi testimoni. Alla fine del 2008, un lupo fu soffocato mentre tentava di attaccare un'anziana nel cimitero di Kashan.

### Nella cultura
I lupi appaiono talvolta nella mitologia indiana. Nell'Harivaṃśa, ad esempio, Kṛṣṇa crea dei lupi a partire dai propri peli per costringere il popolo dei Vraja a migrare nella città di Vrindavan. Nel Ṛgveda, Rijrsava viene accecato dal padre per aver consegnato a una lupa 101 montoni di famiglia, quindi prega gli ashvin di restituirgli la vista. Bhima, figlio di Vāyu e noto per la sua voracità, è spesso chiamato «colui dallo stomaco di lupo».
In Iran, il lupo ha una reputazione ambivalente: l'Avestā lo presenta come una creazione di Arimane, mentre ancora oggi nei racconti per bambini svolge spesso il ruolo del «cattivo».
Nella narrativa ambientata in India, il lupo riveste un ruolo di primo piano ne Il libro della giungla di Rudyard Kipling, dove un branco – chiamato «popolo libero» – adotta il cucciolo d'uomo Mowgli, insegnandogli la legge della giungla e proteggendolo sia dalla tigre Shere Khan che dai dhole.